# Gromático
Gromático (del latín groma), en la milicia romana, era el metator u oficial que tenía por especial encargo la castramentación de las tropas, el trazado y disposición del castrum, castro, campamento, y sobre todo el campamento defensivo. El latín metator viene de meta, coto, linde y el sufijo -tor que indica agente. El verbo metor, -aris significa "reconocer", lo que posteriormente se llamó topografiar un campo, una posición: Et metari frontem castrorum (Tito Livio).

## Etimología

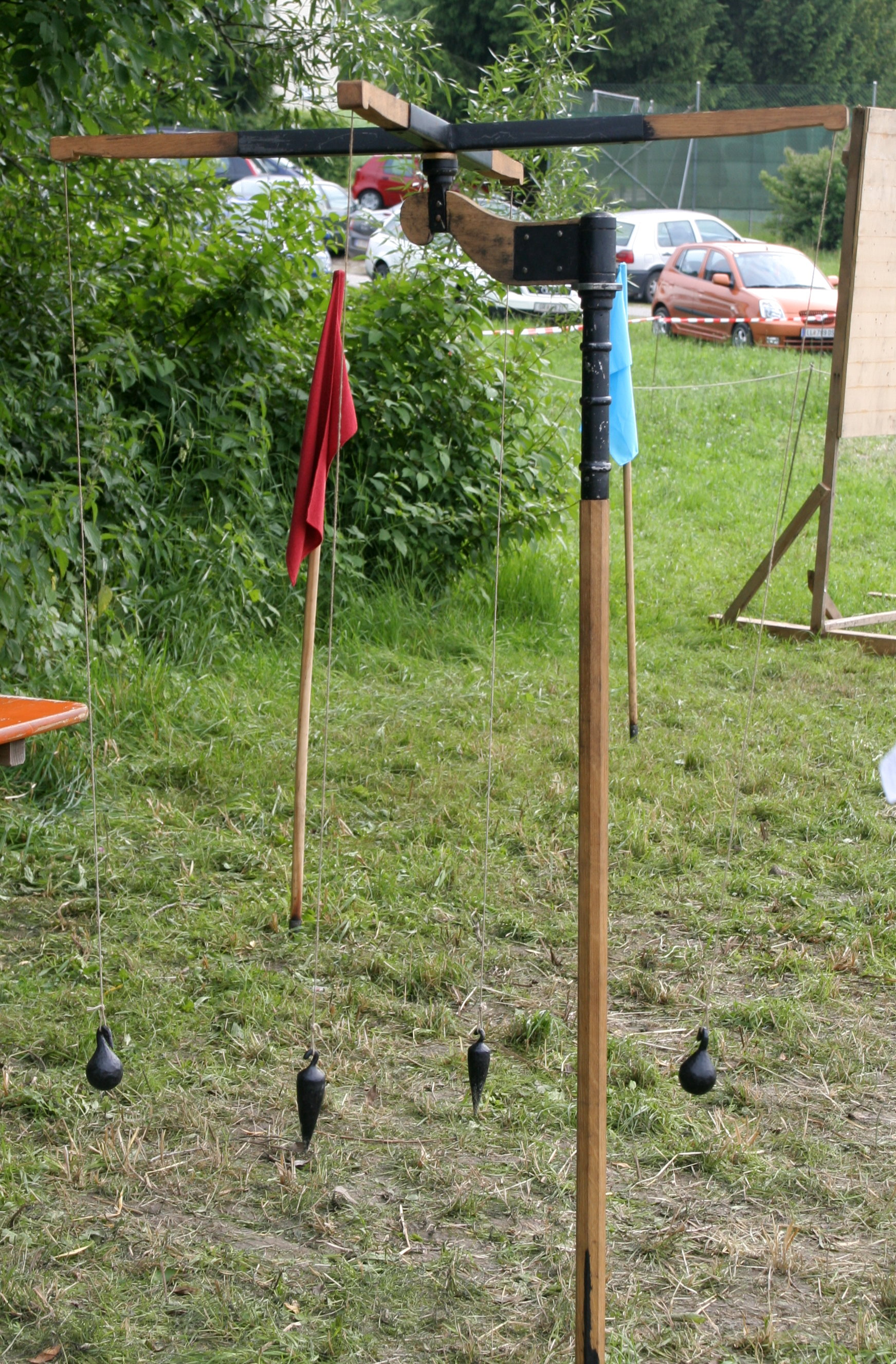
Una groma reconstruida.

La voz groma expresa en latín un instrumento de topografía, o mejor de agrimensura, sobre cuya forma y uso hay diversas opiniones, y algunas las siguientes:
- Joly de Maizeroy dice que era un cartabón o escuadra
- François Noel un simple jalón (Nuevo diccionario francés-latín:..., París, 1824).

Por ser técnica militar esta voz le ha quedado el sobrenombre de Gromático a Higinio Gromático, antiguo tratadista.

## Diferencias con el mensor
El metator era el oficial romano encargado del trazado y disposición del campamento y el mensor, otro oficial de la milicia romana, repartía el terreno: Qui in castris ad podismum dimetiuntur loca, in quibus tentoria milites figant (Vegecio).- Sila pariter cum ortu solis castra metaratur (Salustio).